# Lucian Ionescu (actor)
Lucian Ionescu (n.  ?) este un actor român. În 2020 a primit premiul Galei UNITER 2020 pentru cel mai bun actor într-un rol principal, pentru interpretarea rolului Gomez Addams din spectacolul „Familia Addams”, semnat (regia, coregrafia și costumele) de Răzvan Mazilu.

## Filmografie
- Căsătoria (2024) – Pufulete